# Adelsdorf
Adelsdorf település Németországban, azon belül Bajorországban. Lakosainak száma 9382 fő (2023. december 31.). Adelsdorf Röttenbach és Hemhofen községekkel határos.

## Népesség
A település népessége az elmúlt időszakban az alábbi módon változott:
| Lakosok száma | 850  | 1573 | 4589 | 5725 | 7366 | 7433 | 7561 | 7936 | 9362 | 9382 |
|               | 1875 | 1950 | 1975 | 1987 | 2012 | 2014 | 2016 | 2017 | 2021 | 2023 |